# Christian August Seyl
Christian August Seyl (* 15. Januar 1790 in Schweinsberg an der Ohm; † 11. Oktober 1852 in Allendorf an der Werra)  war ein deutscher Bürgermeister und Mitglied der kurhessischen Ständeversammlung.

## Leben
Christian August Seyl war ein  Sohn der Eheleute Johann Reinhard Seyl und dessen Ehefrau Henriette Valentine geborene Reinhardt und
war in den Jahren von 1834 bis 1852 Bürgermeister der Stadt  Allendorf. Er hatte 1842, 1845 und 1847 ein Mandat für die kurhessische Ständeversammlung und war für Eschwege in dem Parlament. Philipp Röder wurde sein Nachfolger.
Die Ständeversammlung wurde nach den Unruhen im Jahre 1830 zum Zwecke der Beratung und Verabschiedung einer Verfassung gebildet und hatte 53 Mitglieder, wobei 16 Abgeordnete von Städten wie Eschwege gewählt wurden.
Sie bestand bis 1866, als Hessen durch Preußen annektiert wurde.